# Eoghan Heaslip
Eoghan Heaslip (englische Aussprache  “Owen Heeslip”; * in Dublin, Irland im 20. Jahrhundert) ist ein irischer christlicher Songwriter und Musiker.

## Leben
Eoghans Eltern waren Leiter der Kirche in Dublin, wo er aufwuchs und den Großteil seiner Kindheit verbrachte.
Später begann er in Dublin ein Musikstudium, wo er auch zum ersten Mal mit CORE (City Outreach Through Renewal and Evangelism) in Kontakt kam und Christ wurde.
Ab 2002 war Eoghan Heaslip der Worshipleiter sowie der Musikdirektor der CORE Kirche in Dublin, Irland.
Eoghan und seine Frau Becky, sowie seine drei Töchter, leben zurzeit in London, wo sie ein Teil des Mitarbeiterteams der St Paul’s Cathedral sind.

## Diskografie
- Deeper Still (1999)
- Mercy (2002)
- Grace In The Wilderness (2004)
- Deeper Still (2005)
- Wonderful Story (2008)[3]